# Saurida isarankurai
Saurida isarankurai är en fiskart som beskrevs av Shindo och Yamada 1972. Saurida isarankurai ingår i släktet Saurida och familjen Synodontidae. Inga underarter finns listade i Catalogue of Life.